# 巴克斯頓足球會
巴克斯頓足球會（Buxton Football Club）是一支位於英格蘭打比郡巴克斯頓的職業足球會，目前於英格蘭足球全國聯賽北角逐。

## 外部連結
- Club website （页面存档备份，存于）
- FC Buxton Supporters Team